# Creative Source (álbum)
Creative Source es el álbum debut homónimo del grupo de R&B estadounidense del mismo nombre. Fue publicado a finales de octubre de 1973 a través de Sussex Records. Incluye la versión original de «You Can't Hide Love» que Earth, Wind & Fire versionaría un par de años después, en 1975.

## Recepción de la crítica
Un escritor no especificado de la revista Billboard escribió: “Voces bien construidas que presentan la fuerza de los seis yugos, permiten que este acto se exprese con confianza. Los arreglos de Paul Riser para la big band de sonido contemporáneo abren el camino para las voces y temas tan destacados como: «You Can't Hide Love» y «Let Me In Your Life»”. Un escritor no especificado de la revista Record World declaró: “Fuente de ritmos y armonías exuberantemente exóticos, Creative Source suena como una mezcla de las mejores partes de The Fifth Dimension y Sergio Méndez”.

## Lista de canciones
| Lado uno |                              |                                |          |  |
| N.º      | Título                       | Escritor(es)                   | Duración |  |
| 1.       | «You Can't Hide Love»        | Skip Scarborough               | 3:22     |  |
| 2.       | «Let Me in Your Life»        | Bill Withers                   | 3:03     |  |
| 3.       | «Lovesville»                 | Mike Stokes, Joe Thomas        | 3:58     |  |
| 4.       | «You're Too Good to Be True» | Stokes, Thomas                 | 3:30     |  |
| 5.       | «Wild Flower»                | Doug Edwards, David Richardson | 4:39     |  |

| Lado dos |                                   |                           |          |  |
| N.º      | Título                            | Escritor(es)              | Duración |  |
| 1.       | «Magic Carpet Ride»               | Rushton Moreve, John Kay  | 3:10     |  |
| 2.       | «Who Is He and What Is He to You» | Withers, Stanley McKenney | 11:45    |  |
| 3.       | «Oh Love»                         | Stokes, Thomas            | 3:24     |  |

- Los lados uno y dos fueron combinados como pista 1–8 en la reedición de CD.

| Bonus tracks (2014 Solaris Records reissue) |                                                 |                            |          |  |
| N.º                                         | Título                                          | Escritor(es)               | Duración |  |
| 9.                                          | «Corazón»                                       | Carole King                | 4:42     |  |
| 10.                                         | «Pass the Feelin' On»                           | Stokes, Thomas             | 4:56     |  |
| 11.                                         | «I Want Ya (Loving Me)»                         | Scarborough, June Gatlin   | 3:53     |  |
| 12.                                         | «I'd Find You Anywhere»                         | Pam Sawyer, Marilyn McLeod | 3:20     |  |
| 13.                                         | «Who Is He and What Is He to You» (Single Edit) | Withers, McKenney          | 3:35     |  |

## Posicionamiento
| Gráfica (1974)                             | Pico de posición |
| ------------------------------------------ | ---------------- |
| Estados Unidos (Billboard Top LPs & Tape)  | 152              |
| Estados Unidos (Billboard Soul LPs)        | 21               |
| Estados Unidos (Cash Box Top 100 Albums)   | 127              |
| Estados Unidos (Record World Album Chart)  | 145              |
| Estados Unidos (Record World R&B LP Chart) | 19               |